# إكونو-كو
إكونو-كو (باليابانية: 生野区) هو حي في اليابان، يقع في أوساكا، بلغ عدد سكانه 129,693 نسمة وذلك حسب إحصائيات سنة 2017، تبلغ مساحته 8.38 كيلومتر مربع.

## أعلام
- ايساو تانيجوتشي
- يوشيهيرو أكياما
- يوتاكا فوكوموتو
- كيغو هيغاشينو
- كاواي اوكادا